# John Scott (kompositör)
John Scott, född 1 november 1930 i Bristol, är en brittisk kompositör och dirigent.
John Scott blev känd som arrangör och anställdes av EMI. Han fick arbeta med The Beatles och deras producent George Martin samt med andra kända artister som Tom Jones och Cilla Black.
Scott har en lång karriär som filmmusikkompositör bakom sig. Han har samarbetat med flera olika producenter och regissörer, bland andra Richard Donner, Norman Jewison, Irvin Kershner och Roger Spottiswoode. Han har komponerat musiken till över sextio filmer. Han har tilldelats tre Emmy Awards för arbetet med tv-produktioner.